# Solução do Estado único
Solução do Estado único ou solução binacional  refere-se a uma proposta de solução do conflito israelo-palestino que consiste na criação de um estado único, mediante a unificação dos territórios de Israel, da Cisjordânia e possivelmente da Faixa de Gaza, garantindo-se direitos de cidadania iguais para todos os habitantes, independentemente da etnicidade ou da religião.
Enquanto alguns defendem a solução do estado único por razões ideológicas, outros acreditam simplesmente que esta já é a situação de facto.
Embora seja cada vez mais discutida nos círculos acadêmicos, a solução do estado binacional tem sido excluída das tratativas oficiais para resolver o conflito. Também não é discutida nas análises publicadas pela grande imprensa. Em geral cita-se apenas a solução dos dois Estados, que foi aceite, em princípio, pelo governo de Israel e pela Autoridade Palestina, em novembro de 2007, na Conferência de Annapolis, e continua sendo a base das negociações propostas pela adminitração Obama em 2011. Todavia, na medida em que a abordagem dos dois Estados não tem produzido resultados, o interesse pela solução do estado único tende a crescer.

## Panorama no início de 2004
No final de janeiro de 2004, o próprio Yasser Arafat, na época presidente da Autoridade Palestina, diante da construção do Muro da Cisjordânia, advertiu que as circunstâncias favoráveis à solução de dois Estados estariam se esgotando; e Ahmed Korei, na época presidente da Autoridade Palestina, disse que diante da política empreendida por Ariel Sharon que incluía o controle israelense sobre grandes porções da Cisjordânia, os árabes-palestinos iriam abandonar a sua demanda por um Estado Independente separado do Estado de Israel, e passariam a lutar por um Único Estado na Palestina, com características democráticas, que garantissem a cada homem um voto.
Alguns israelenses receberam esses comentários como uma manobra tática dos líderes árabes-palestinos para assustar os judeus israelenses (pois, em um futuro próximo, a população árabe-palestina superaria a população judaica no território situado a oeste do Rio Jordão, e, portanto, poderiam ter hegemonia política nesse Estado Único), e, desse modo, conseguir mais concessões na implementação da solução dos dois Estados.
Nos meses finais de 2003 e nas primeiras semanas de 2004:
1. setores da esquerda israelense continuavam a alertar que o aumento do número de colonos judeus na Cisjordânia conduziria a uma situação que inviabilizaria a solução de dois Estados, e a em tal hipótese, a relação do Estado de Israel com os árabes-palestinos residentes na Cisjordânia, seria semelhante àquela que existia no Regime do Apartheid na África do Sul, situação que seria prejudicial para o próprio Estado de Israel, que não poderia mais ser caracterizado como uma democracia;
2. Yossi Beilin, um dos arquitetos dos Acordos de Oslo e da Iniciativa de Genebra, alertou que a Iniciativa de Genebra seria talvez a última chance para obter uma divisão de terras justa entre judeus e árabes-palestinos, antes que os árabes-palestinos viessem a ser maioria da população a oeste da Jordânia, circunstância que os levaria a querer transformar o Estado de Israel em um Estado binacional;[6]
3. Ehud Olmert, na época vice-primeiro-ministro do Estado de Israel, disse que os árabes-palestinos estariam perdendo o interesse na solução de dois Estados, e que deixariam de lutar contra a ocupação israelense e passariam a defender a bandeira democrática de "um-homem-um voto", tática que poderia ter aceitação na comunidade internacional, e que poderia levar ao fim do caráter judaico do Estado de Israel;
4. a extrema-direita israelense defendia a remoção dos árabes-palestinos para a Jordânia, mas era uma corrente política muito minoritária na política israelense; líderes dos colonos judeus na Cisjordânia, chegaram a sugerir que o Estado de Israel se manifestasse favoravelmente à concessão do direito ao voto na Jordânia para os árabes-palestinos residentes na Cisjordânia, hipóteses que poderiam levar a instituição de um "Estado Palestino" no território da Jordânia;
5. uma pesquisa de opinião indicou que 78% (setenta e oito por cento) dos judeus israelenses se declaravam favoráveis à solução de dois Estados e apenas 6% (seis por cento) disseram apoiar a solução do Estado único, essa mesma pesquisa também indicou que 67% (sessenta e sete por cento) dos judeus israelenses temiam a solução do Estado único, e alguns comentaristas afirmaram que tal temor explicaria a decisão de Ariel Sharon de retirar os assentamentos judaicos na Faixa de Gaza;
6. por outro lado, 30% (trinta por cento) dos árabes-palestinos se declaravam favoráveis à solução do Estado único;
7. intelectuais árabes-palestinos e israelenses de extrema esquerda defendiam a solução do Estado único, argumentando que tal Solução superaria questões controversas na implementação da solução de dois Estados, tais como a delimitação de fronteiras, o controle de Jerusalém e a remoção dos assentamentos judaicos na Cisjordânia.

## Pesquisas de opinião publicadas em março e abril de 2010
Em março de 2010, foi publicada uma pesquisa de opinião que indicou que 66% (sessenta e seis por cento) da população israelense seria favorável à solução de dois Estados e 14% (quatorze por cento) de apoio à solução de um Estado binacional".
Em abril de 2010, foi publicada uma nova pesquisa de opinião que, quando comparada com uma anterior publicada em junho de 2009, mostrou um considerável aumento do apoio, entre os árabes-palestinos, à solução de um Estado. A nova pesquisa indicou que 33,8% dos árabes-palestinos seriam favoráveis à solução de um Estado, enquanto que a pesquisa anterior indicava que apenas 20,6% dos árabes-palestinos seriam favoráveis a essa perspectiva de Solução para o Conflito Árabe-Israelense. A comparação entre as duas pesquisas, também indicou um decréscimo do apoio à solução de dois Estados entre os árabes-palestinos, dado que, segundo a primeira pesquisa, tal solução era apoiada por 55,2% dos árabes palestinos, enquanto que, na pesquisa seguinte, esse apoio caiu para  43,9%.

## Pronunciamentos contrários à solução de um só Estado (binacional)
Ghassan Khatib
Em 19 de janeiro de 2004, foi publicado um artigo, no qual Ghassan Khatib:
1. sustentou que o verdadeiro propósito da declaração de Ahmed Qorei, feita em 08 de janeiro de 2004,[13] não seria defender a solução de um Estado, mas de alertar os israelenses e a comunidade internacional de que a expansão dos assentamentos judeus iria inviabilizar a possibilidade de instituição de um Estado Palestino independente e, consequentemente, inviabilizar a solução dos dois Estados, circunstância indesejável que levaria os árabes-palestinos a defender a solução de um Estado;
2. A solução de dois Estados continuaria a ser a posição oficial do povo árabe-palestino e de sua liderança, isso porque, a solução de um Estado binacional" não seria viável, pois: negaria um elemento chave dos objetivos que justificariam a própria existência do Estado de Israel, que seria a necessidade da existência de um Estado para os judeus; e, também, seria contrária a uma meta fundamental da liderança árabe-palestina, que é a de instituir um Estado para a comunidade árabe-palestina;
3. a solução de um Estado binacional nunca foi promovida pela liderança árabe-palestina e nunca seria sua política escolhida.

Yossi Alpher
Em 19 de janeiro de 2004, foi publicado um artigo, no qual Yossi Alpher comentou uma declaração de Ahmed Qorei, feita em 08 de janeiro de 2004, na qual o Primeiro-ministro da Autoridade Nacional Palestina afirmou que a expansão dos assentos judeus na Cisjordânia, que confinaria os árabes-palestinos em cantões, seria inaceitável e faria com que os árabes-palestinos passassem a defender uma solução de um Estado, na qual os árabes-palestinos teriam os mesmos direitos políticos que os israelenses, para dizer que:
1. tal declaração era um fato significativo, pois seria a primeira vez desde 1988, quando a Organização para a Libertação da Palestina (OLP) teria adotado oficialmente a solução de dois Estados, que um líder árabe-palestino envolvido diretamente nas negociações com o Estado de Israel, inclusive nos Acordos de Oslo, lançou dúvidas sobre o compromisso da liderança árabe-palestina com a solução dos dois Estados;
2. reconhece que Ahmed Qorei estaria certo ao afirmar que o Muro da Cisjordânia e a expansão dos assentamentos judeus na Cisjordânia estaria criando uma situação semelhante àquela vivenciada na época do Regime do Apartheid na África do Sul e que, em breve, os árabes-palestinos seriam a maioria da população no território situado entre o Rio Jordão e o Mar Mediterrâneo;
3. tal declaração poderia ser um prenúncio de uma futura decisão da OLP de rejeitar a solução de dois Estados, por considerá-la inviabilizada, e passar a adotar uma versão atualizada da proposta que a OLP assumia antes de 1988 (solução de um único Estado), segundo a qual os árabes-palestinos passariam a defender a bandeira de "um homem, um voto";
4. a opção pelo defesa da solução de um Estado implicaria na dissolução da Autoridade Palestina e, consequentemente, na demissão de seus cerca de 100.000 funcionários, o que tornaria o Conflito Israelo-Palestino ainda pior;
5. a perspectiva de defesa da solução de um Estado pelas lideranças árabes-palestinas levaria setores da direita israelense a defender a retirada unilateral de partes dos territórios palestinos.

Afif Safieh
No final de setembro de 2004, foi publicada uma entrevista na qual Afif Safieh declarou que embora tenha defendido a solução de um Estado no final dos anos 60, atualmente estava defendendo a solução de dois Estados, com base nos seguintes argumentos:
1. a solução de um Estado já foi defendida pela Organização para a Libertação da Palestina (OLP) na década de 60,[16] mas defendê-la atualmente seria como servir um "prato requentado", aqueles que defendem Tal Solução atualmente, o fazem, pois estariam descrentes da viabilidade de um Estado Palestino, sendo que tal descrença seria decorrente das políticas desenvolvidas por Ariel Sharon e pelo Likud, que não permitiriam a instituição de um Estado para os árabes-palestinos, mas que ofereceriam apenas a instituição "reservas" e guetos para os árabes-palestinos;
2. na África do Sul era mais fácil derrotar o Regime do Apartheid pois havia outra correlação de forças, pois eram 40 milhões de negros contra 5 milhões de brancos.

Clifford D. May
Em 7 de outubro de 2004, Clifford D. May se opôs à defesa da solução de um Estado binacional, em um artigo no qual argumentou que:
1. a defesa da solução de um Estado seria uma nova forma de antissionismo "genocida" que surgia após o fracasso das tentativas de destruir o Estado de Israel por meios militares em 1948 e em 1967, do assassinato de cerca de 1.000 israelenses na Intifada e da rejeição das ofertas feitas pelo Estado de Israel que permitiriam a instituição de um Estado Palestino em 93% dos territórios correspondentes à Faixa de Gaza e da Cisjordânia;
2. tal perspectiva de Solução traria para Estado de Israel muitas pessoas ligadas a organizações "terroristas" como o Hamas que odeiam os israelenses, e desejam substituir o Estado de Israel por um Estado Islâmico na Palestina;
3. os israelenses teriam o direito a se recusar a se tornar uma minoria desprezada em seu próprio país, para evitar que sejam governados por pessoas que têm travado "campanhas genocidas" contra eles;
4. existe apenas um Estado judaico no planeta, com um pequeno território, enquanto que existiriam 22 estados árabes e mais de 50 países predominantemente muçulmanos, nos quais os judeus não seriam bem-vindos;
5. o Estado de Israel concede, aos 15% (quinze por cento) dos seus cidadãos que são muçulmanos, mais direitos e mais liberdades do que têm os muçulmanos que vivem em outros países do Oriente Médio, havendo muçulmanos que foram eleitos para Parlamento e que integraram a Suprema Corte do Estado de Israel;
6. há beduínos muçulmanos e drusos que integram as Forças de Defesa de Israel e que já deram a sua vida em combate;
7. os israelenses não deveriam ser qualificados como intolerantes e opressores em decorrência do fato de se negarem a permitir a entrada em seu território de milhões de pessoas que teriam sido doutrinadas para acreditar que massacrar os judeus é uma forma de martírio;
8. a Autoridade Palestina deveria ser encorajada a acolher os judeus que iriam ser retirados da Faixa de Gaza, por iniciativa de Ariel Sharon, na época Primeiro-Ministro do Estado de Israel, pois quando fosse instituído um Estado Palestino na Cisjordânia, os judeus se comprometeriam a ser uma pequena minoria nesse Estado;
9. um mundo sem um Estado judaico seria o objetivo do antissemitismo, no curto prazo; no longo prazo, o objetivo seria um mundo sem judeus;
10. os árabes-palestinos estariam defendendo bandeiras como a "luta pela igualdade de cidadania" e contra o "apartheid" para disfarçar seu extremismo antissemita.

Los Angeles Times
Em 10 de outubro de 2004, o Los Angeles Times publicou um editorial no qual se opõe à solução do Estado único por acreditar que esse seria um artifício para conseguir um objetivo ilegítimo, no caso a destruição do Estado judaico, por meios decorosos, no caso a instituição de um Estado único na Palestina no qual judeus e árabes-palestinos viveriam em harmonia democrática, com base nos seguintes argumentos:
1. a Segunda Intifada resultou em três mortos árabes-palestinos para cada israelense morto; em milhares de feridos; em inúmeras casas de árabes-palestinos destruídas, pois o Estado de Israel destruia as casas dos parentes de homens-bomba; em enormes prejuízos para a economia na Cisjordânia, que era totalmente dependente de salários recebidos por árabes-palestinos que tinham empregos dentro do território do Estado de Israel, mas teria resultado na aceitação, por parte do Estado de Israel, da instituição de um Estado Palestino, tendo até mesmo o primeiro-ministro Ariel Sharon, o mais antiárabe de todos os políticos israelenses, aceitado tal instituição, mas com as fronteiras determinadas por uma muralha que começou a construir;
2. o problema fundamental da solução do Estado único na Palestina é que tal Estado não teria caráter judaico, e isso negaria um objetivo fundamental do sionismo que era que os judeus precisam e merecem seu ter próprio Estado, e isso somente seria possível se a população judaica fosse majoritária no território correspondente a esse Estado;
3. no caso do Estado de Israel, a maioria judaica foi resultado do fato de que na época da Declaração de Independência do Estado de Israel, em 1948, muitos árabes-palestinos fugiram ou foram expulsos do território daquele Estado;
4. a instituição de um Único Estado abrangendo o Estado de Israel e os Territórios Ocupados resultaria na instituição de um Estado nos qual os judeus fossem minoritários tendo em vista a maior taxa de natalidade entre os árabes-palestinos e a perspectiva de retorno dos refugiados árabes-palestinos e de seus descendentes;
5. ainda que muitos norte-americanos possam simpatizar com a ideia, com base no próprio paradigma dos EUA que se orgulham de ser um caldeirão de diferentes raças, etnias e religiões, o contexto cultural da Palestina seria muito diferente, pois seria um contexto no qual "boas cercas fazem bons vizinhos";
6. a decisão do Império Britânico em conceder a independência às porções do subcontinente indiano por ele dominadas por meio da instituição de dois Estados distintos (a Índia para os hindus e o Paquistão para os muçulmanos) teria sido uma decisão acertada;
7. deve-se aceitar o fato de que para que o Estado de Israel preserve ser caráter judaico e continue a ser uma democracia, teria também que continuar ser um Estado no qual a maioria da população é judaica, e isso limitaria algumas ambições territoriais de alguns líderes políticos israelenses;
8. foram necessárias décadas para que os israelenses aceitassem a instituição de um Estado Palestino ao seu lado, razão pela qual os líderes árabes-palestinos não deveriam alterar sua estratégia.

Avraham Tal
Em 14 de outubro de 2004, Avraham Tal se opôs à proposta do Estado único, em um artigo no qual argumentou que:
1. o fato de que o Estado de Israel teria concedido a cerca de 1 milhão de árabes (muçulmanos e cristãos), que vivem em seu território,[20] liberdade e igualdade de direitos que os árabes que viviam em países árabes somente teriam em sonho, demonstraria que o Estado de Israel não teria um caráter racista;
2. a não concessão de direitos políticos equivalentes àqueles concedidos aos judeus a cerca de 3,5 milhões de árabes-palestinos que viviam na Cisjordânia e na Faixa de Gaza, se justificaria pelo fato de que tais territórios nunca terem sido anexados ao Estado de Israel;
3. no ano de 2000, o Estado de Israel teria oferecido à Autoridade Palestina mais de 90% dos territórios correspondentes à Cisjordânia e à Faixa de Gaza, que foram conquistadas em 1967 na Guerra dos Seis Dias, no âmbito de um acordo de paz abrangente, mas a oferta não teria obtido resposta positiva;
4. a defesa da solução do Estado único seria um retrocesso às ideias que a Organização para a Libertação da Palestina (OLP) defendia na época de sua fundação e que teriam sido consagradas na Carta Nacional Palestina, por sustentar que na Palestina haveria espaço para apenas um Estado, entretanto, desde 1988 (ano da Declaração de Argel,[21] ou, para os mais criteriosos, desde 1993 (ano da assinatura dos Acordos de Oslo), se pensava que a OLP tinha abandonado a defesa de um único Estado Democrático Secular na Palestina, para passar a apoiar a solução de dois Estados, mas, tal percepção seria enganosa, pois na verdade os palestinos ainda teriam como objetivo a instituição de um único estado na Palestina com maioria muçulmana (reforçada com o retorno dos refugiados), e uma minoria judaica;
5. a ideia da instituição de um Estado binacional na Palestina não deveria ser aceita, pois a maioria das experiências de estados binacionais demonstrariam que tal fórmula seria uma receita certa para a instabilidade por causa das lutas étnicas.

Instituto Reut
Em 1º de novembro de 2004, o Instituto Reut qualificou a defesa da solução de um Estado para o Conflito Israelo-Palestino como:
- uma ameaça, com base nos seguintes argumentos[22]:

1. a solução de um estado tem suas bases em teorias políticas e em tendências demográficas, que desafiam a existência do Estado de Israel como um Estado Judeu;
2. a defesa de tal Solução age de modo combinado com forças que procuram minar a solução de dois Estados, por meio do uso da violência e outras táticas;
3. haveria um esforço de longo prazo palestino em defesa dessa Solução, implementado em fases, para desmantelar o Estado de Israel como um Estado Judeu;
4. em um determinado momento, os palestinos passarão a apoiar essa Solução oficialmente;[23]
5. alguns defensores da solução de um único Estado podem estar, na verdade, adotando uma tática para obter uma solução de dois Estados, pois como tal Solução representaria uma ameaça à existência do Estado de Israel como um Estado Judeu, então essa proposta de Proposta de Solução seria uma ameaça que induziria o Estado de Israel a fazer mais concessões aos palestinos no processo de criação de um Estado Palestino independente;
6. a defesa de tal Solução se apóia em ideais liberais contemporâneos, razão pela qual poderia contar com o apoio de Movimentos Antiglobalização e algumas organizações de defesa de direitos humanos, e criaria um cenário intelectual favorável a um antissionismo moderno;[24]

- uma forma de antissionismo que se basearia em teoria política e em tendências demográficas, que pretenderia negar o direito dos judeus à auto-determinação em seu próprio Estado na Palestina,[25] e nesse contexto, afirma que:
  - um dos argumentos fundamentais dos defensores da solução de um só Estado seria que tal Solução seria mais compatível com o conceito de Estado em voga no Século XXI, podendo tal argumento ser descrito por meio dos seguintes elementos:

1. o atual contexto histórico seria favorável à instituição de Estados fundados em princípios democráticos, pluralistas, e, portanto, a existência de Estados fundados em princípios religiosos ou étnicos, como seria o caso do Estado de Israel, seria uma impropriedade, o que justificaria o desmantelamento de tais Estados;
2. seria justo promover o desmantelamento do Estado de Israel por meio da criação de um Único Estado Árabe-Judaica pluralista e democrático na Palestina, que permitiria aos judeus permanecer nas colônias judaicas na Cisjordânia e restauraria os direitos dos árabes-palestinos, que, atualmente, seriam negados pelo Estado de Israel;

- - muitos árabes-palestinos defenderiam a solução de um só Estado, pois, segundo as atuais projeções demográficas, em pouco tempo, a população árabe-palestina ultrapassaria a população judaica na região da Palestina,[6] o que faria com que o caráter democrático do hipotético Estado Único na Palestina, fizesse com que tal Estado fosse dominado pela maioria árabe-palestina;
  - dois elementos da defesa da solução do Estado binacional que mereceriam destaque:

1. difere da antiga posição árabe-palestina que somente aceitava a permanência dos judeus que vieram para a Palestina antes da fundação do Estado de Israel, em 1948;
2. não apoia o uso da força como um meio para eliminar o caráter judaico do Estado de Israel, pois, no contexto atual, seriam as tendências demográficas, e não as armas, o novo método para alcançar tal objetivo, pois na hipótese da instituição de um Único Estado na Palestina, regido por instituições democráticas, eventualmente os árabes-palestinos seriam a maioria e atingiriam tal objetivo por meios não-violentos.

Em 3 de novembro de 2004, o Instituto Reut publicou um estudo sobre a possibilidade da Organização para a Libertação da Palestina (OLP), passar a defender a solução do Estado binacional, no qual sustentava que:
- esse fenômeno poderia ter duas faces:

1. a face declaratória: a OLP declararia que desiste de sua reivindicação pela instituição do Estado Palestino (solução dos dois Estados), desconstituindo os Acordos de Oslo, deixando de se opor à ocupação da Cisjordânia pelo Estado de Israel e passaria a exigir direitos políticos para os árabes-palestinos residentes na Cisjordânia;
2. a face concreta: desmantelamento da Autoridade Palestina, que poderia ocorrer pela interrupção dos serviços municipais e civis prestados por essa entidade na Cisjordânia, o que forçaria o Estado de Israel a restabelecer sua administração sobre a Cisjordânia;

- não seria possível determinar em qual momento a OLP passaria a defender a solução do Estado binacional, mas o Estado de Israel deveria se preparar para tal momento que que mudaria a dinâmica de negociações israelo-palestinas e teria sérias implicações para a segurança nacional do Estado de Israel, razão pela qual:

1. antes de tal momento, o Estado de Israel deveria fazer as concessões necessárias para a instituição de um Estado Palestino;
2. após tal momento, o Estado de Israel deveria continuar a buscar a solução de dois Estados, que implica na instituição do Estado Palestino, apesar da oposição dos árabes-palestinos a essa Perspectiva para a solução para o Conflito Israelo-Palestino;

- quando isso ocorresse:

1. a comunidade internacional passaria a debater as duas possibilidades de solução para o Conflito Israelo-Palestino (solução do Estado único x solução dos dois Estados):
2. haveria uma crescente ameaça para a visão sionista do Estado de Israel;

- tal fenômeno poderia, na verdade, ser uma nova tática da OLP para obter mais concessões para a instituição do Estado Palestino.

Gershom Gorenberg
Em 09 de novembro de 2011, foi publicado um artigo no qual Gershom Gorenberg sustentou que um Estado binacional não seria viável por supor que quando fossem realizadas eleições, haveria um parlamento dividido entre bancadas judaicas e árabes-palestinas quase equivalentes, que, juntamente com o novo Poder Judiciário, teria de enfrentar questões geradas por reivindicações árabes-palestinas tais como:
1. retorno a propriedades tomadas por assentamentos judeus construídos em terras que pertenciam a árabes-palestinos;[28]
2. retorno dos refugiados árabes-palestinos que enfrentaria resistência entre os judeus, que temeriam que sua comunidade fosse reduzida a uma condição de minoria populacional, que teria pouca representatividade política;
3. devolução de bens perdidos na Guerra Árabe-Israelense de 1948 e, talvez, a reconstrução de aldeias destruídas;

A partir do cenário acima descrito, Gershom Gorenberg concluiu que, com exceção da questão do desenho das fronteiras, praticamente todas as questões que impedem a implementação da solução dos dois Estados continuariam a existir, mas agora como um problema doméstico, e além disso surgiriam outros problemas, tais como:
1. os de natureza econômica, gerados pelo fato de que o Estado de Israel tem uma economia pós-industrial, enquanto que os Territórios Palestinos seriam subdesenvolvidos economicamente, portanto, o financiamento do desenvolvimento dos Territórios Palestinos e a extensão para a população árabe-palestina da rede de bem-estar social disponível para a população israelense imporia uma maior carga tributária à população judaica e/ou um deterioração de sua rede de bem-estar social, mas o resultado dessa maior carga tributária poderia ser a fuga da atividade econômica de alta tecnologia[29] hoje praticada no território israelense para outros países.
2. os de natureza cultural, pois haveria disputas sobre a questão da língua a ser adotada, sobre os nomes de: ruas, escolas, hospitais, etc.

Ao final, Gershom Gorenberg, conclui que:
1. no campo psicológico, haveria um país com dois segmentos populacionais mutuamente ressentidos;
2. no campo político, haveria diferentes partidos políticos judeus e árabes-palestinos e isso dificultariam a formação de governos estáveis,[30] e, nesse contexto, seria provável que as tensões políticas resultassem em violência;
3. a solução de um Estado seria um pesadelo que apenas daria continuidade ao conflito, que entraria em uma nova fase, e tal cenário seria comparável com a situação vivenciada em outras partes do mundo nas quais duas ou mais comunidades disputam o poder político, enquanto os membros de tais comunidades que possuem maior padrão educacional, buscariam refúgio em outros países.

Outros
- Em 13 de agosto de 2004, foi publicado um artigo,[31] no qual Jonathan Rosenblum sustentou que Yasser Arafat nunca renunciou ao sonho de um Estado Palestino que abrangesse o território compreendido entre o Rio Jordão e o Mar Mediterrâneo e nem havia preparado os árabes-palestinos a desistir de tal sonho; e que a Retirada da Faixa de Gaza não iria enfraquecer aqueles que defendem a solução do Estado binacional.
- em 25 de setembro de 2005, foi publicado um artigo[32] que relatou que David Makovsky afirmou que a solução dos dois Estados seria a única possível, pois teria apoio da comunidade internacional, enquanto que a solução de um só Estado seria totalmente irrealista pois, quando se levava em consideração atuais tendências demográficas, poderia-se perceber que tal Solução resultaria no fim do caráter judaico do Estado de Israel.
- em 1º de agosto de 2004, foi publicado um artigo,[33] no qual Dennis Ross, em suma, afirmou que Yasser Arafat se negou a fazer as concessões necessárias para o êxito definitivo do processo de paz iniciado pelos Acordos de Oslo por não querer fechar todas as portas para a solução de um só Estado;[34]
- em 05 de outubro de 2004, Abraham H. Foxman, dirigente da Liga Antidifamação, escreveu uma carta[35] para o o editor do International Herald Tribune, para repudiar um artigo de Michael Tarazi, publicado naquele jornal que defendia a solução de um só Estado. Na referida carta, Abraham H. Foxman, qualificou a proposta como "o mais recente de muitos esforços das autoridades palestinas para subverter a existência de Israel sob o manto da vítima", e, nesse contexto acusou a Autoridade Palestina de ensinar às crianças a odiar os judeus e o Estado de Israel, de rejeitar qualquer ligação histórica ou atual dos judeus com a Palestina e de promover o terrorismo contra os judeus, e aconselha os árabes-palestinos a parar com ódio e o terror e reconhecer o direito de existência do Estado de Israel;
- em 29 de março de 2011,[9] Riyad al-Maliki declarou que: a solução de um Estado binacional seria um desastre para os israelenses e também para os árabes-palestinos, que desejariam a instituição de um Estado Palestino soberano (solução dos dois Estados).
- O ex-ministro da Cultura e negociador palestino na Iniciativa de Genebra, Yasser Abed Abboa afirmou ser contra uma solução binacional, mas defendeu que isso seria inevitável se não se criasse um Estado palestino.[36]
- O então secretário de Estado americano, Colin Powell também se manifestou contrário a esta solução, afirmando que: "[a solução dos dois Estados] é a única solução que irá trabalhar; um Estado para os palestinos chamado Palestina e um Estado judeu, já existente".[37]

## Pronunciamentos favoráveis à solução de um Estado binacional
Lama Abu-Odeh
Em dezembro de 2001, foi publicado um artigo no qual Lama Abu-Odeh afirmou que:
1. ele e muitos árabes-palestinos tinham perdido maior parte da esperança da implementação da solução dos dois Estados, pois o período posterior aos Acordos de Oslo havia revelado havia revelado a falta de representatividade da Autoridade Palestina, que não havia obtido ganhos territoriais e nenhum progresso sobre a questão do direito dos refugiados ao retorno;
2. havia sérias dúvidas quanto às possibilidades de que um Estado Palestino fosse capaz de promover os interesses dos árabes-palestinos, pois havia uma "dependência estrutural" entre os territórios palestinos e o Estado de Israel; "domínios de sobreposição de consciência nacional", devido a fatores como o movimento diário dos árabes-palestinos para trabalhar no território do Estado de Israel; e o surgimento de uma nova elite árabe-palestina que compartilharia interesses econômicos com o aparelho do Estado de Israel;
3. defender binacionalismo seria defender que as fronteiras internacionalmente reconhecidas do Estado de Israel somadas com os territórios palestinos deveriam ser o território de um Estado secular constitucional liberal, no qual árabes-palestinos e judeus seriam cidadãos, seu lema seria "Uma Terra para dois povos" e seus defensores mais famosos seriam Edward Said e Azmi Bishara;
4. não se devia confundir a defesa da solução do Conflito Israelo-Palestino com a defesa da permanência do status quo no qual o Estado de Israel coexiste com áreas árabes-palestinas parcialmente autônomas na Cisjordânia e na Faixa de Gaza, enquanto o restante das áreas permanece sob o controle do Exército de Israel;
5. o fracasso dos Acordos de Oslo teria elevado o apoio aos binacionalismo entre os árabes-palestinos;
6. segundo Salim Tamari o binacionalismo não teria ganho maior apoio entre os árabes-palestinos, pois não ofereceria uma posição programática; seria apenas "a expressão de um resultado desejado", ou seja, serial um ideal desprovido de um plano de execução; não resolveria o problema da superação sionismo institucionalizado; haveria uma dificuldade de superar a resistência geral árabe-palestina à incorporação a uma sociedade europeizada e industrializada; e enfraqueceria a identidade árabe-palestina e as ligações entre os árabes-palestinos e o restante do mundo árabe;
7. a experiência da descolonização dos outros países árabes não havia melhorado substancialmente a vida de suas populações, e a perspectiva de uma melhoria de vida dos árabes-palestinos viesse a ocorrer com a instituição de um Estado Palestino ficava ainda mais remota dada às dificuldades impostas a tal instituição dada pelo fracasso dos Acordos de Oslo;
8. o período posterior aos Acordos de Oslo teria demonstrado que a elite política e militar do Estado de Israel não teria nenhuma intenção séria de conceder aos seus homólogos árabes-palestinos qualquer conjunto de poderes, nem qualquer trecho de um território contíguo decente, que permitiria que a instituição de um Estado Palestino viável, e isso resultou na eclosão da Segunda Intifada;
9. os Acordos de Oslo teriam alterado apenas o paradigma da dominação, que antes se fazia por meio de uma ocupação militar direta e uma hegemonia econômica, e, depois, continuou, pois, apesar da retirada parcial de centros populacionais, foi instaurado um cerco econômico;
10. a resposta israelense para a luta anticolonial árabe-palestina seria diferente da resposta dada pelo Império Francês ou pelo Império Britânico, pois o Estado de Israel não teria vontade de permitir a independência formal de um Estado Palestino;
11. tanto o Likud quanto o Partido Trabalhista de Israel teriam bloqueado a implementação dos Acordos de Oslo, e, isso somado: à migração de muitos integrantes da elite política israelense, que antes eram pacifistas, para a direita política, após a eclosão da Segunda Intifada; e à eleição de Ariel Sharon para o cargo de primeiro-ministro do Estado de Israel, indicariam forte oposição à concessão da independência ao Estado Palestino;
12. o apoio à solução de um Estado binacional seria uma mudança nos fundamentos da agenda política árabe-palestina, que deixaria de basear suas reivindicações no direito à autodeterminação nacional e de apelar para que a comunidade internacional impusesse uma solução para o Conflito Israelo-Palestino, para recorrer a teorias políticas liberais que sustentam que todos os indivíduos, independentemente da sua raça, religião ou etnia, devem ter igualdade de direitos como membros de uma sociedade política única;
13. tal mudança de estratégia teria repercussões do outro lado da mesa de negociações, pois quando os árabes-palestinos reivindicam a independência nacional, os generais israelenses têm papel preponderante do outro lado da mesa de negociações, mas se passassem a reivindicar igualdade de direitos dentro do Estado de Israel, os juízes passariam a ter preponderância, o que traria melhores perspectivas para os árabes-palestinos do que a experiência das negociações para implementação da solução de dois Estados, que teria demonstrado que as exigências israelenses relacionadas com medidas de segurança e com o controle de fontes de água, inviabilizaram a instituição de um Estado Palestino independente;
14. além disso, a preponderância dos generais israelenses do outro lado da mesa de negociações traz outro aspecto negativo para os árabes-palestinos, pois os militares tendem a aplicar as "as regras da guerra" em um contexto marcado pela superioridade militar do Estado de Israel, e tais regras permitiriam que o Estado de Israel se negasse a fazer quaisquer concessões aos árabes-palestinos de um modo que a comunidade internacional considerava aceitável e típico exercício de direitos do lado que venceu um conflito bélico, mas tais regras não seriam aplicáveis em conflitos entre duas comunidades dentro de um único estado;
15. por outro lado, o Poder Judiciário do Estado de Israel historicamente teria tido: uma postura de "liberalismo de equilíbrio"; um compromisso com a igualdade; uma preocupação com a reputação internacional do Estado de Israel, que pretendia ser reconhecido internacionalmente como a única democracia do Oriente Médio; tenderia a olhar para as democracias ocidentais e principalmente a norte-americana como modelos;[39]
16. reivindicar junto ao Juiz Barak seria melhor do que negociar com o General Barak;
17. para os árabes-palestinos seria muito mais vantajoso disputar, enquanto cidadãos, parte dos recursos do orçamento do Estado de Israel do que buscar um desenvolvimento econômico nacional dentro das fronteiras de um Estado Palestino nominalmente independente;
18. sob a perspectiva da solução de dois Estados, um Estado Palestino independente, provavelmente, seria um exportador de uma massa de mão de obra barata e sem direitos trabalhistas para atuar em território israelense, por outro lado, a perspectiva do "binacionalismo" daria aos trabalhadores árabes-palestinos os mesmos direitos trabalhistas dos demais trabalhadores israelenses;
19. sob a perspectiva da solução de um só Estado", os árabes-palestinos que hoje vivem em territórios ocupados e no exílio, se juntariam a aos árabes-palestinos que atualmente tem cidadania israelense para lutar contra políticas discriminatórias do Estado de Israel, especialmente a política habitacional, a política de expropriação de terras e a política de controle dos recursos hídricos, que atualmente favoreceriam os judeus asquenazes em detrimento dos árabes-palestinos, que historicamente possuíam uma maior parte da terra e da água na Cisjordânia e dos judeus mizrahim, e nesse contexto, os assentamentos judaicos na Cisjordânia seriam condenados não como invasões do território pertencente ao Estado Palestino, mas como formas de discriminação na distribuição de terras e de recursos hídricos;
20. outra vantagem da defesa da "Solução Binacional" seria que ao substituir o discurso da luta anticolonial para alcançar a independência nacional pelo discurso de defesa dos direitos civis, as reivindicações árabes-palestinas passariam a contar com maior apoio e simpatia entre os norte-americanos, em um contexto, no qual os Estados Unidos da América (EUA) teria um importante papel a desempenhar na Solução do Conflito Israelo-Palestino, pois além de ser a única superpotência do mundo, seria a nação, com exceção do próprio Estado de Israel, na qual o apoio ao sionismo seria mais significativo em todos os níveis da sociedade, o que resultaria na significativa assistência financeira que os EUA prestariam anualmente ao Estado de Israel;
21. com a "Solução Binacional", os árabes-palestinos poderiam retomar sua identificação histórica com terras que atualmente fazem parte do Estado de Israel;
22. se árabes-palestinos que hoje vivem em territórios ocupados ou no exílio, decidirem defender a solução de um único Estado, então teriam muito a apreender com os árabes-palestinos que atualmente tem cidadania israelense, que lutaram contra a discriminação do Estado de Israel, pois foram submetidos a um estado de emergência no período compreendido entre 1948, ano da Independência do Estado de Israel, e 1964, por meio de organizações como o Centro Legal de Defesa dos Direitos da Minoria Árabe em Israel (Adalah), e, portanto, teriam que:

22.1 excluir de seus cartazes reivindicações como: "direito à autodeterminação" e a um "Estado Independente", e substitui-las por outras como: "Direitos iguais para palestinos e israelenses", "Uma Terra para dois povos", "direitos humanos significa direitos iguais" e "Ocupação = Apartheid = Discriminação";
22.2 parar de usar pedras, balas e explosivos, e passar a usar seus corpos, sentados ou em pé, como uma massa pacífica, sem armas (mas com cartazes), ocupando um espaço de protesto, isso é um espaço no qual, em princípio, não deveriam estar, como por exemplo: pontos de verificação, assentamentos judeus, terras em processo de confisco, casas em processo de demolição, as proximidades locais de culto religioso, etc.
22.3 reverter os efeitos do cerco, promovendo caminhadas em massa para a próxima aldeia rompemdo barreiras que cercam a população palestina, replantando árvores que foram arrancadas, etc.
22.4 utilizar uma nova bandeira que misture elementos da bandeira do Estado de Israel com elementos da bandeira do Estado Palestino;
22.5 preencher milhares de formulários solicitando a cidadania israelense ou solicitando o retorno de refugiados e enviá-los para os escritórios do governador militar israelense na Cisjordânia e ao Ministério do Interior de Israel;
22.6 criar uma organização árabe-palestina semelhante à Liga Antidifamação que diria que a causa do conflito israelo-palestino seria o racismo;
22.7 tentar forjar alianças com a esquerda e com defensores dos direitos humanos israelenses, em torno da bandeira de concessão de direitos civis aos árabes-palestinos;
23. um futuro Estado Binacional na Palestina, poderia ter o liberalismo constitucional como filosofia política, o que permitiria a inclusão de todos os árabes-palestinos como cidadãos com igualdade de direitos, e, que poderia ter como paradigma os Estados Unidos da América;
24. outra característica desejável seria uma estrutura federal, para melhor acomodar as diferenças culturais entre as diferentes comunidades que residem na Palestina, mas que garantisse aos cidadãos a liberdade de circulação e o direito de residir na unidade federativa de sua própria escolha; e tivesse instrumentos de repartição de receitas públicas tendo em vista o interesse em evitar que as diferenças de desenvolvimento social entre as diferentes unidades federativas viesse a ser um elemento gerador de tensão entre as diferentes comunidades;
25. aos refugiados palestinos seria dada a opção de retorno à Palestina, que seria um Estado Federal Binacional, ou a compensação pelas propriedades perdidas.
Muammar al-Gaddafi
Em 5 de agosto de 2003, foi publicado um artigo, atribuído à Muammar al-Gaddafi, denominado "Livro Branco", que defendia a superação do conflito israelo-palestino por meio de um único Estado binacional, que poderia ser denominado Isratina. Tal Estado englobaria o território correspondente ao atual Estado de Israel e o território ocupado da Cisjordânia, nesse artigo, Gaddafi sustenta que:.

### Sobre a denominação do território conhecido como Palestina
1. O nome Palestina decorre do fato de que o território fora habitado pelos filisteus, sendo tal fato reconhecido por livros do Antigo Testamento, como o Gênesis, o Deuteronômio e o Livro de Josué;
2. O emprego de tal denominação persistiu até a época em que a região fora dominada pelo Império Britânico;
3. Até mesmo entidades sionistas, como o Banco Anglo-Palestino, o Fundo Palestino e o Fundo Palestino do Trabalhadores, empregavam tal denominação;
4. Na época da diáspora, as músicas sobre a Palestina eram hinos sionistas e a Festa dos Tabernáculos era denominada como a "Festa dos Tabernáculos Palestinos".
5. Em março de 1944, o Presidente Franklin Delano Roosevelt, escreveu a Abdullah, que na época era o Emir da Jordânia, garantindo que os EUA não iriam tomar uma decisão sobre a Palestina sem uma ampla consulta a árabes e judeus;
6. Durante sua história, a Palestina foi habitada por muitos povos diferentes, razão pela qual ninguém teria o direito de reivindicar a posse daquele território como sua terra, e também nenhuma das partes envolvidas teria sequer o direito de reivindicar parte do território palestino.[40]

### Sobre a necessidade de um Estado para os judeus na Palestina
1. Theodor Herzl defendia o estabelecimento de um Estado judeu, que seria um porto seguro para os judeus, que eram vítimas de muitas perseguições na Europa, mesmo antes da época de Hitler. Além da Palestina, outros lugares foram sugeridos para a instituição de tal Estado, tais como o Chipre, a Argentina, Uganda, a região da Montanhas Verdes na Líbia e a Península do Sinai, razão pela qual se deveria compreender que a Palestina não seria necessariamente ou inevitavelmente o Lar Nacional dos Judeus;
2. A Declaração de Balfour não seria uma expressão de simpatia pelos judeus, pois teria como verdadeira intenção livrar a Europa dos judeus;
3. A perseguição sofridas pelos judeus em diferentes países e épocas, seria a Vontade de Deus.[40]

### Sobre pronunciamentos anteriores[42]favoráveis a instituição de um Estado único na Palestina
No seio do Império Britânico
1. O Plano Walkhope, proposto no início da Década de 1930, que previa a criação de um Conselho Legislativo Palestino composto por 11 muçulmanos, 4 cristãos e 7 judeus, que era uma proporção de representação no órgão legislativo que espelhava a composição demográfica da Palestina naquela época;
2. O Plano Newcomb, que previa a criação de um Estado soberano palestino independente altamente descentralizado com ampla liberdade religiosa e uma grande autonomia municipal;
3. O Livro Branco de 1939, que previa a instituição de um estado federal palestino independente com os órgão consultivos e executivos integrados por árabes e judeus;
4. Plano do Lord Morrison[44]: que previa a instituição de um governo central com quatro áreas administrativas (área árabe, área judaica, Jerusalém e do Deserto de Negueve, com um governo local e um corpo legislativo para cada área.[40]

No seio do sionismo
1. A Federação da Paz, liderada pelo Rabino Benjamin, defendeu a instituição de um estado binacional, sob o argumento de quem sem um Estado Único, não haveria paz;
2. Meir Amit propôs a instituição de uma confederação ou de um Estado Federal;
3. A 12ª Conferência dos sionistas na Alemanha, convocada em 11 de setembro de 1921, defendeu a criação de um só Estado para ambas as populações, como modo de estabelecer uma aliança com a população árabe radicada na Palestina, para obter a segurança dos territórios e o desenvolvimento por meio de um esforço conjunto, a estrutura desse Estado deveria garantir o desenvolvimento de cada indivíduo de ambos os povos.

Entre os líderes árabes
1. O Rei Abdullah, em um primeiro momento propôs que a região fosse integrada ao Reino da Jordânia, com a concessão aos judeus da possibilidade de escolher a administração local nas áreas habitadas por eles e de representação no parlamento e no Gabinete de Ministros compatível com sua representatividade na população do país; e depois passou a defender a divisão do território da Palestina entre os Estados do Líbano, da Jordânia e do Egito, com uma parcela remanescente destinada a um Estado Judaico.
2. Em em 1942, Nuri as-Said propôs a criação de um Estado único palestino com autonomia judaica dentro deste Estado.[40]

### Sobre os problemas inerentes à existência de dois Estados na Palestina
1. A divisão da Palestina ou o domínio de outro país árabe sobre o território da Cisjordânia criaria graves problemas de segurança para o Estado de Israel, pois a Cisjordânia é uma região montanhosa, a partir da qual é possível avistar boa parte da faixa territorial do Estado de Israel compreendida entre o Mar Mediterrâneo e a Cisjordânia, que tem entre 14 e 20 km de largura e na qual: residiam 67% da população de Israel e estava instalada 80% das indústrias de Israel;[45]
2. Quase totalidade dos judeus é movido por crenças religiosas que dizem que aquele povo tem um direito sagrado e irrenunciável de habitar na Cisjordânia;
3. O Conflito Israelo-Palestino não é um mero conflito fronteiriço, pois cada um dos lados entende que a totalidade do território da Palestina lhe pertence ou faz parte do seu lar nacional, ou seja, os árabes acreditam que o território do Estado de Israel é parte inseparável da Palestina, pois é um território que foi governado por árabes e muçulmanos desde o Século VII que constituíam a maioria dos habitantes daquelas terra nesse longo período, e onde até 1948 viviam seus antepassados; enquanto que os judeus acreditam que a Cisjordânia corresponde às terras ancestrais da Judeia e da Samaria, sendo, portanto porções inseparáveis de sua pátria histórica, uma herança gloriosa e a terra da salvação; havendo perspectivas tão antagônicas, ou uma das partes aniquila a outra, ou, se alcança um compromisso de coexistência pacífica, por meio do estabelecimento de um Estado para ambos os povos, que permita a ambos viver em toda a terra disputada para que nenhum dos lados seja privado de território, o reconhecimento da autodeterminação palestina não é suficiente pois sua área de atuação é muito limitada pelo Estado de Israel;
4. O estabelecimento de um Estado Palestino na Cisjordânia e na Faixa de Gaza, não merece apoio, pois não incorpora um milhão de palestinos que vivem dentro do território do Estado de Israel, e tal solução não pode resolver o problema dos refugiados que vivem em países como o Líbano e a Síria, que não poderiam ser absorvidos nestes diminutos territórios.
5. Muitos israelenses desconfiam que a aceitação pela Organização de Libertação da Palestina de um Estado Palestino na Cisjordânia não encerra o conflito, pois no futuro os árabes iriam exigir mais, dando continuidade ao conflito no futuro;
6. O controle sobre zonas desmilitarizadas é falho, razão pela qual tais zonas dão causas a conflitos e não à estabilidade;
7. Um Estado Palestino estabelecido na Cisjordânia seria um Estado com um território muito pequeno, e, portanto vulnerável a crescente interferência em seus assuntos internos por parte da Jordânia e do Estado de Israel, o que poderia dar causas a conflitos violentos.[40]

### Sobre elementos que apontam para a viabilidade da solução do Estado único
1. Árabes e judeus são povos descendentes de Abraão, razão pela qual os árabes acolheram judeus perseguidos na cidade de Medina e concederam a eles a região de Wadi al-Qura;
2. Antes do estabelecimento do Estado de Israel não havia inimizade entre árabes e judeus, que depois de sofrer uma longa história de discriminação e perseguição dos romanos, dos reis cristãos na Europa foram acolhidos nos países árabes, e isso explicaria a existência de bairros judeus em diversas cidades árabes, onde os judeus viviam em paz e amizade com seus irmãos árabes;
3. A economia do Território Ocupado da Cisjordânia estaria profundamente interligada com o território do Estado de Israel, trabalhadores árabes trabalham em fábricas, na construção civil, em serviços de limpeza e na agricultura em Israel; bens e serviços são trocados entre os dois territórios; o que configuraria uma situação de interdependência;
4. O fato de que o Estado de Israel ter assimilado cerca de um milhão de árabes-palestinos como seus cidadãos seria um fato que demonstraria a viabilidade da assimilação de ambos os povos em um único Estado;
5. Atualmente haveria centenas de milhares de judeus assentados na Cisjordânia;
6. O Estado de Israel criado em 1948 não seria apenas um estado para os judeus, pois deveria incluir também cristãos, muçulmanos, drusos, árabes, Falashas e outros povos.
7. O sistema político adotado no Líbano, que é um país multiconfessional, poderia servir de modelo para o sistema político a ser adotado na Irastina;
8. A ONU poderia ajudar a supervisionar as eleições;
9. A Irastina poderia até mesmo aderir à Liga Árabe.
10. A nova geração deve superar a velha mentalidade que deu causa à tragédia atual;
11. Um Estado Multiconfessional não estaria sob ameaça de ataques por parte de árabes ou muçulmanos.
12. A situação fática atual, na qual a Cisjordânia é ocupada pelo Estado de Israel já corresponde a um paradigma de Isratina, que precisaria evoluir por meio da concessão da plena cidadania para os árabes-palestinos que vivem na Cisjordânia.[40]

### Sobre direito do retorno dos refugiados palestinos
1. Não é admissível que somente seja permitida a chegada de imigrantes judeus à Palestina;
2. Os sionistas não teriam expulsado os palestinos, que, na verdade, teriam deixado suas casas em 1948 devido a um pânico decorrente de boatos de que os judeus estariam promovendo massacres contra palestinos, e, portanto, poderia-se concluir que os judeus não odeiam os palestinos;
3. Foram os árabes não-palestinos que invadiram a Palestina e iniciaram a Guerra aos judeus;
4. Tal retorno teria respaldo no parágrafo 11 da Resolução das Organização das Nações Unidas, publicada em 11 de dezembro de 1948.[40]

Tony Judt
Tony Judt, em 25 de setembro de 2003, argumentava que:
1. os Acordos de Paz de Oslo estariam mortos, pela construção de assentamentos judaicos na Cisjordânia e com os árabes palestinos confinados em bantustões reduzidos, subsistindo de esmolas da União Europeia;
2. no contexto do desmantelamento dos Impérios Austro-Hungáro, Russo e Otomano, ao final da Primeira Guerra Mundial, teria ganhado força a ideia de construção de estados vinculados a identidades nacionais, mas um dos problemas dessa ideia seria o tratamento dado por essas entidades estatais às minorias, pois os integrantes dessas minorias, muitas vezes, seriam tratados como cidadãos de segunda classe;
3. no contexto cultural no Século XXI, a permanência de um "Estado Judeu", ou seja, um Estado no qual os cidadãos judeus teriam privilégios exclusivos em detrimento dos interesses dos cidadãos não-judeus, seria um anacronismo;
4. naquele contexto histórico, o Estado de Israel teria as seguintes opções:

4.1 desmantelar os assentamentos judeus na Cisjordânia para retornar às fronteiras de 1967, hipótese na qual, no território do Estado de Israel habitaria uma clara maioria judaica, hipótese na qual haveria um Estado Judaico Democrático, mas com uma comunidade de cidadãos de segunda classe, os não-judeus de origem árabe;
4.2 continuar a ocupar a Cisjordânia (Judeia e Samaria sob a perspectiva do Estado de Israel):
4.2.1 sem expulsar a população árabe-palestina, situação na qual a população árabe dos Territórios Ocupados somada a população árabe residente dentro das fronteiras do Estado de Israel em 1967, iria superar a população judaica dentro de cinco a oito anos, e, nesse contexto, o Estado de Israel teria de optar entre ser um Estado Judaico, hipótese na qual grande parte da população não judaica teria de permanecer alijada de seus direitos políticos, ou se converter em uma democracia;
4.2.2 expulsando grande parte da população árabe-palestina, o que poderia ocorrer de modo direto ou indireto, desse modo, o Estado de Israel poderia preservar seu caráter judaico, e, ao mesmo tempo apresentar-se como um Estado pelo menos formalmente democrático, mas com grande prejuízo para sua imagem na comunidade internacional;
5. líderes israelenses temeriam que a população árabe-palestina venha a ser maioria na região do sonhado "Grande Israel", o que traria a erosão da cultura social e política naquele país, e, nesse contexto cita Avraham Burg, que teria afirmado que o Estado de Israel teria se convertido em Estado Colonial, comandado por uma camarilha corrupta, que desprezaria e zombaria da lei e da moralidade cívica;
6. as atitudes do Estado de Israel trariam prejuízos para a imagem da política externa norte-americana, pois esse Estado, que receberia o apoio incondicional dos EUA, estaria desrespeitando Resoluções da ONU que exigiriam a sua retirada da Cisjordânia (território ocupado pelo Estado de Israel em decorrência da vitória militar obtida na Guerra dos Seis Dias em 1967); e seria o único Estado do Oriente Médio que possuiria armas de destruição em massa;
7. a solução de dois Estados separados já não seria viável, pois há muitos assentamentos judaicos na Cisjordânia, com mais de 250 mil colonos fortemente armados, e isso inviabilizaria a implementação dos Acordos de Paz de Oslo, razão pela qual estaria na hora de "pensar o impensável";
8. a instituição de um Único Estado Binacional na Palestina, que integrasse judeus e árabes-palestinos, seria a única alternativa viável diante da perspectiva de uma limpeza étnica no "Grande Israel";
9. o cenário cultural do Século XXI seria favorável a instituição de estados pluralistas (multiétnicos e multiculturais), no qual seria anacrônica a classificação dos cidadãos com base em critérios étnico-religiosos, que resulta em uma situação na qual os classificados como judeus têm um estatuto superior aos demais cidadãos;
10. apontar falhas em um modelo de Estado Judaico não equivale a antissemitismo ou à defesa do genocídio dos judeus;
11. o fato de que o Estado de Israel, que foi criado para ser um refúgio seguro para os judeus que eram vítimas de tratamentos discriminatórios em sociedades cuja maioria era cristã, estar adotando atitudes discriminatórias contra a minoria árabe-palestina residente nos territórios sob seu domínio traria prejuízos para a imagem dos judeus, o que poderia alimentar o antissemitismo;
12. a tarefa de converter o atual Estado de Israel em um estado binacional não seria fácil, mas não seria tão impossível quanto parece, pois seria um processo que já começou de fato e não seria conhecida nenhuma ideia melhor;
13. a implementação da solução de um único Estado precisaria do apoio dos EUA e de uma renovação da classe política árabe-palestina e judaica.
Ahmad Samih Khalidi
Em 29 de setembro de 2003, Ahmad Samih Khalidi, defendeu a tese de que um Estado único árabe-Judaico na Palestina poderia trazer uma paz duradoura para o Oriente Médio, com base nos seguintes argumentos:
1. há uma contradição fundamental entre sionismo e democracia, pois o sionismo defende a existência de um Estado de Israel com uma clara maioria judaica e tal objetivo implica na negação de direitos aos árabes palestinos;
2. o grande número de colônias judaicas implantadas na Cisjordânia tem inviabilizado a instituição de um Estado Palestino naquele território;
3. se prevê que no ano de 2020, a proporção entre as populações árabe e judaica na Palestina[54] será de 6 para 4,[6] e nesse contexto os palestinos deveriam reivindicar a construção de um único Estado na Palestina que garanta a todos a igualdade de direitos civis e políticos, com a cláusula democrática que garanta a cada homem, um voto;
4. o contexto histórico do Século XXI é favorável a reivindicação da construção de um Estado Secular com a cláusula democrática que garanta a cada homem, um voto, sendo a superação do Regime do Apartheid na África do Sul um modelo a ser considerado;
5. a negação de direitos iguais para os palestinos seria indefensável sob a perspectiva judaica, pois os sionistas defendem que os judeus que vivem em outros países não recebam tratamento discriminatório;
6. a solução de um único Estado acabaria com o debate para determinar qual povo de legítimo direito à Palestina, permitiria o "direito de retorno" a ambos os povos, permitira a permanência dos colonos israelenses na Cisjordânia, faria de Jerusalém a capital de um Estado unitário compartilhado árabo-judaico;
7. o direito a viver em um Estado Democrático deve prevalecer sobre o direito[55] a viver em um Estado judaico.

Khalid Amayreh e Ghada Karmi
Em 19 de janeiro de 2004, foi publicada uma entrevista com Ghada Karmi, na qual a entrevistada comentou uma declaração de Ahmed Qorei, feita em 08 de janeiro de 2004, na qual o Primeiro-ministro da Autoridade Nacional Palestina (ANP) afirmou que a expansão dos assentos judeus na Cisjordânia, que confinaria os árabes-palestinos em cantões, seria inaceitável e faria com que os árabes-palestinos passassem a defender uma solução de um único Estado, na qual os árabes-palestinos teriam os mesmos direitos políticos que os israelenses, para dizer que achava que qualquer declaração oriunda da ANP favorável à solução de um único Estado teria que ser vista no contexto em que as lideranças árabes-palestinas estariam enfraquecidas em suas negociações para a implementação da solução de dois Estados com o Estado de Israel, ou seja, nem Ahmed Qorei ou qualquer outra pessoa na ANP acreditaria que a solução de um único Estado seria a ideal - razão pela qual ela sustentava que tal declaração seria, possivelmente, uma tática de persuasão contra o governo do Estado de Israel, pois se estimava que as lideranças sionistas não desejariam que as lideranças árabes-palestinas passassem a defender a solução de um único Estado, e com essa ameaça obtivesse as concessões necessárias à implementação da solução de dois Estados, e afirmou que:
1. quem via os fatos no terreno, teria que ser cego ou estúpido para, diante da construção do Muro da Cisjordânia que estaria roubando terras dos árabes-palestinos todos os dias, continuar a acreditar que seria possível a instituição de um Estado Palestino, pois os árabes-palestinos estariam enfrentando a situação mais terrível desde de 1948;
2. era defensora da solução de um único Estado e, portanto, contrária à divisão da Palestina (que seria a aceitação implícita do racismo israelense), considerando a solução de um Estado binacional como a única possibilidade realista no longo prazo;
3. essa única entidade estatal teria como território: as fronteiras internacionalmente reconhecidas do Estado de Israel,[57] a Cisjordânia e a Faixa de Gaza (Territórios palestinos); como cidadãos, os judeus e árabes-palestinos que vivem atualmente nesses territórios, e, também os árabes-palestinos deslocados desde de 1948, juntamente com seus descendentes; poderia ser denominado como "Israel/Palestina" ou outro nome qualquer;[58]
4. a aceitação da solução de um único Estado poderia ser um processo muito longo e difícil para os israelenses, pois exigiria: primeiramente o fim da ocupação e um processo de descolonização dos locais onde os assentamentos israelenses mais recentes foram instalados; além disso o sionismo teria que ser confrontada, pois seria uma ideologia que seria perniciosa por afirmar que deveria haver um território no qual os judeus seriam privilegiados, e que tem causado enorme sofrimento para os árabes-palestinos;[59]
5. a solução de um único Estado foi proposta pela primeira vez em pela Organização para a Libertação da Palestina (OLP) em 1969, mas foi rejeitada pelo Estado de Israel, e a proposta passou a ser vista como não realista e a OLP começou a defender a solução de dois Estados;
6. a solução dos dois Estados serviria apenas para os árabes-palestinos que moram na Cisjordânia e na Faixa de Gaza e exigiria a retrirada dos assentamentos israelenses desses territórios;

Em 25 de setembro de 2004, foi publicado um artigo que relatou que:
- nos últimos dezesseis anos se procurou solucionar o Conflito Israelo-Palestino por meio da solução dos dois Estados, no entanto, tal Conflito continuaria a fazer vítimas, e, portanto um número cada vez maior de árabes-palestinos e alguns israelenses estariam questionando a viabilidade dessa Solução, pois a instituição de um Estado Palestino viável seria um sonho irrealizável, e, portanto seria o momento de tentar implementar a solução de um único Estado, no qual árabes-palestinos e israelenses superariam a situação semelhante ao Regime do Apartheid que coloca ambos os povos em conflito e viveriam com direitos iguais;
- os defensores da solução de um único Estado diziam que essa perspectiva, por ter como meta a igualdade entre baseada os cidadãos e a proteção constitucional da identidade religiosa e nacional e um Estado no qual os árabes-palestinos teriam que aceitar os colonos judeus na Cisjordânia como vizinhos legítimos e os israelenses teriam que conceder a cidadania aos árabes-palestinos, não apresentaria alguns obstáculos típicos da solução de dois Estados, como: o direito de retorno dos refugiados árabes-palestinos, a soberania sobre Jerusalém, a minoria árabe-palestina que ficaria no Estado de Israel, a permanência dos colonos judeus na Cisjordânia, a segurança e definição das fronteiras do Estado de Israel, a repartição das fontes de água; entretanto, os defensores da solução de um único Estado sabiam que teriam de enfrentar um grande obstáculo, pois um grande número de israelenses tenderia a se opor firmemente a essa Solução, pois poderia significar o fim do projeto sionista;
- Khalid Amayreh afirmou que:

1. muitos árabes-palestinos residentes na Cisjordânia passavam a acreditar que a solução de dois Estados estava inviabilizada pela construção de assentamentos judaicos naquele Território Ocupado, além disso não poderia haver um Estado Palestino viável sem que tal entidade não tivesse efetivo controle sobre suas fronteiras e estivesse sob ocupação militar e com suas cidades separadas umas das outras por postos de controle;
2. muitas lideranças árabes-palestinas admitiriam (privadamente) que a solução de dois Estados estaria inviabilizada, mas continuavam a defender tal Solução em público, pois não teriam "a visão estratégica, a responsabilidade nacional ou a honestidade intelectual" de perseguir o único caminho viável, que seria a solução de um único Estado, e, além disso, muitas de tais lideranças avaliariam que o reconhecimento do fracasso da solução de dois Estados implicaria no fim de suas carreiras políticas, seriam pessoas que colocariam deu prestígio internacional acima dos interesses nacionais;
3. cerca de 40% (quarenta por cento) dos árabes-palestinos apoiariam a solução de um único Estado, e boa parte dos que se declarariam contrários a tal Solução baseariam tal oposição na crença de que o Estado de Israel nunca permitiria que tal Solução fosse implementada.

- Ghada Karmi estava escrevendo um livro para defender a solução de um único Estado e afirmou que:

1. a solução de dois Estados falhou por causa da natureza do sionismo, que seria a ideologia do Estado de Israel, e que teria um caráter inerentemente discriminatório contra os não-judeus e que não poderia conviver pacificamente com outras cosmovisões, e, nesse contexto, os árabes-palestinos deveriam defender a solução de um único Estado, com direitos iguais para todos os cidadãos, ainda que tal Solução exigisse o fim do principal obstáculo para a paz que seria o próprio sionismo;
2. as lideranças árabes-palestinas continuavam a fazer esforços em prol da implementação da solução de dois Estados, pois seria uma proposta que teria aprovação internacional e que, portanto, seria um caminho que eles avaliavam que seria mais realista;
3. maioria dos árabes-palestinos refugiados em outros países seria favorável à solução de um só Estado, pois seria aquela que permitiria o retorno, já que não haveria espaço disponível na Cisjordânia e na Faixa de Gaza para recebê-los, mas apenas um terço daqueles que vivem nos Território Ocupados são favoráveis à solução de um Estado, pois rejeitariam o convívio com os israelenses por causa da maneira terrível como foram tratados;
4. a implementação da solução de dois Estados seria difícil, pois exigiria a remoção das bases militares israelenses e de milhares de colonos da Cisjordânia (incluindo Jerusalém);
5. a solução de um único Estado seria inevitável no longo prazo, mas no futuro próximo, os israelenses continuariam a tomar as terras dos árabes-palestinos e tentar expulsá-los da Palestina, que insistiriam em permanecer enfrentando condições terríveis.[60]

Meron Benvenisti
Em 19 de janeiro de 2004, foi publicada uma entrevista com Meron Benvenisti, na qual o entrevistado comentou uma declaração de Ahmed Qorei, feita em 08 de janeiro de 2004, na qual o Primeiro-ministro da Autoridade Nacional Palestina (ANP) afirmou que a expansão dos assentos judeus na Cisjordânia, que confinaria os árabes-palestinos em cantões, seria inaceitável e faria com que os árabes-palestinos passassem a defender uma solução de um único Estado, na qual os árabes-palestinos teriam os mesmos direitos políticos que os israelenses, para dizer que:
1. avaliava que Ahmed Qorei estaria se utilizando dos temores israelenses sobre a possibilidade de que a população árabe-palestina viesse a ser maioria na região compreendida entre o Rio Jordão e o Mar Mediterrâneo, mas que ele ainda seria um defensor da solução de dois Estados;
2. a condição de um Estado binacional já seria uma realidade decorrente de uma ocupação militar que teve início em 1967 e que estaria cada vez mais estabelecida, que resultaria numa situação na qual a região compreendida entre o Rio Jordão e o Mar Mediterrâneo seria uma única entidade geopolítica, e, essa situação não seria aquela desejada por Ahmed Qorei, mas um fato;
3. Não seria viável a instituição de dois Estados soberanos completamente separados na região compreendida entre o Rio Jordão e o Mar Mediterrâneo;
4. Ariel Sharon aceitaria um Estado Palestino limitado a menos de metade da Cisjordânia e em dois terços da Faixa de Gaza, tal proposta criaria um sistema de dominação semelhante a instituição dos bantustões na África do Sul;
5. a solução de um único Estado poderia inspirar uma "partição suave" que ao contrário de uma "partição cirúrgica" que separaria radicalmente duas entidades políticas soberanas, seria uma partilha de poder que criaria entidades federativas, as fronteiras provinciais criadas seriam mais suaves do que as fronteiras entre dois Estados soberanos e isso poderia superar alguns dos problemas que inviabilizariam a "partição cirúrgica";
6. na partição suave, a fronteira entre o Estado de Israel e a Cisjordânia não seria uma fronteira entre dois Estados soberanos, mas mas um fronteira entre duas entidades federativas, na qual cada entidade teria uma identidade com o grupo étnico que habitasse o território por elas controlado, mas não seria um controle soberano, ou seja, seria um solução diferente dos padrões britânicos de partilha, isso é uma semelhante àquela adotada recentemente em conflitos entre comunidades que habitam regiões onde não é viável impor uma separação radical, como por exemplo: o Acordo de Dayton, o Acordo de Belfast (ou Acordo de Sexta-Feira Santa) na Irlanda do Norte, e a solução adotada após a sangrenta Guerra Civil Libanesa, que foram soluções que envolveram acordos de partilha de poder entre partes identificadas por diferentes confissões religiosas;
7. não seria adequada para solucionar o Conflito Israelo-Palestino o modelo adotado para superar o Regime do Apartheid na África do Sul, que é um lugar onde existe um sistema unitário que se baseia na regra da maioria ("um homem, um voto"), pois isso seria o "fim do Estado Judeu", razão pela qual essa perspectiva de solução contaria com uma grande rejeição, e pela qual se deve buscar uma solução que respeite a cultura de cada povo e não uma solução que permitiria a tirania da maioria sobre a minoria;
8. a Organização para a Libertação da Palestina (OLP) defenderia a solução de dois Estados separados, pois a sobrevivência da Autoridade Nacional Palestina (ANP) estaria vinculada a tal perspectiva de solução, e, somente quando os árabes-palestinos reconhecessem a falência total da ANP, seria quando eles entenderiam que a existência da ANP é o elemento que permitiria a continuidade da ocupação;
9. não estaria sugerindo que o Estado de Israel cometesse suicídio, mas que trabalhasse em conjunto com os árabes-palestinos, pois existiria uma situação semelhante àquela vivida por gêmeos siameses, que exigiria uma estreita cooperação binacional, a alternativa a essa cooperação seria a continuidade da dominação israelense;
10. uma vez que as ilusões sejam desfeitas, as pessoas de ambos os lados teriam de recorrer a acordos provisórios como passos para a criação de novas condições e um novo nível de cooperação, movimentos unilaterais não iriam funcionar, a reivindicação por um Estado Palestino não iria prosperar.

Em 22 de outubro de 2004, Meron Benvenisti defendeu a viabilidade da solução de um só Estado, com base nos seguintes argumentos:
1. as dificuldades para a implementação da solução de dois Estados estariam reforçando a solução de um só Estado, que estaria começando a ser debatida por grupos e pessoas que pertenceriam ao núcleo do poder político e militar tando do lado israelense quanto do lado palestino, que também estaria recebendo maior atenção por parte de especialistas e jornalistas de todo o mundo, circunstâncias que permitiriam afirmar que se estaria diante do início de um processo de mudança de paradigma, e, nesse contexto, lembra que a atual luta pela solução de dois Estados teria tido seu impulso inicial há menos de 20 anos,[63] e muitos dos que, no início, trataram com hostilidade a solução de dois Estados estariam agora tratando com hostilidade e desdém a solução de um só Estado;
2. as condições oferecidas pelo Estado de Israel para a instituição do Estado Palestino não tornariam tal entidade uma entidade soberana viável, situação que daria permanência a existência um Estado Binacional "de fato" que englobaria os territórios correspondentes às fronteiras ocupadas pelo Estado de Israel antes da Guerra dos Seis Dias e os Territórios Ocupados.

Ali Jarbawi
Em 9 de fevereiro de 2004, foi publicado um artigo que relatou que Ali Jarbawi, ainda seria favorável à solução de dois Estados, mas declarou que tal Perspectiva de Solução para o Conflito Israelo-Palestino estaria a beira da falência, circunstância que levaria israelenses e árabes-palestinos a ter que debater a perspectiva da instituição de um Único Estado Binacional na Palestina, por entender que:
1. a construção de assentamentos judeus na Cisjordânia estariam fazendo com que a solução de dois Estados se convertesse em uma perspectiva improvável;
2. a construção do Muro da Cisjordânia seria uma evidência de que Ariel Sharon, na época primeiro-ministro do Estado de Israel, não estaria interessado em permitir a criação de um Estado Palestino viável;
3. a maioria dos árabes-palestinos preferiria a solução de dois Estados porque eles gostariam de ser senhores de seu próprio destino, mas quando percebessem que Ariel Sharon somente concederia porções da Cisjordânia para a instituição de um Estado Palestino, a maioria dos árabes-palestinos poderia passar a apoiar a solução de um só Estado.

O referido artigo ressalva que Ali Jerbawi ainda seria partidário da solução de dois Estados, pois a luta por um único Estado na Palestina, com direitos democráticos para os árabes-palestinos (uma pessoa, um voto), exigiria que os árabes palestinos substituíssem a sua demanda por autodeterminação nacional por uma luta de antiapartheid. Mas o sucesso dessa nova reivindicação exigiria muitos anos, enquanto que haveria pressa em acabar com o sofrimento dos árabes-palestinos.
Gary Sussman
Em junho de 2004, foi publicado um artigo no qual, Gary Sussman afirmou que:
1. uma pesquisa de opinião,[65] havia indicado que 67% (sessenta e sete por cento) dos israelenses temiam a solução de um só Estado;
2. existiam dois modelos principais para a solução de um só Estado: o primeiro, no qual haveria uma partilha de poder para os dois povos com diferentes identidades coletivas dentro de um sistema político e que teria como paradigma o Acordo de Belfast (ou Acordo de Sexta-Feira Santa), na Irlanda do Norte; o segundo, no qual haveria um sistema de governo único e democrático, onde não haveria discriminação étnica ou nacional entre os cidadãos e que teria como paradigma o sistema político que passou a existir na África do Sul após a derrubada do regime do apartheid;
3. a falência da solução de dois Estados poderia resultar em outros cenários, por meio dos quais os judeus continuariam a dominar os árabes-palestinos, por meio de esquemas coercitivos, um desses cenários seria reduzir o Estado Palestino a um conjunto de cantões/bantustões desconectados, de modo que o Estado de Israel tivesse plena soberania sobre o maior território possível, no qual a população árabe-palestina fosse minimizada; outro cenário permitiria que os árabes-palestinos exercessem seus direitos políticos na Jordânia[66] e no Egito;[67]
4. merecia destaque a oposição à solução de dois Estados por parte de setores da esquerda, que historicamente se opunham ao nacionalismo e à instituição de Estados "Étnicos" e viam o sionismo como uma ideologia discriminatória e o Estado de Israel como um Estado inerentemente injusto; esse pensamento era qualificado por maior parte dos israelenses como antissemita, que criticavam os esquerdistas por não darem a devida atenção à opressão dos chineses contra os tibetanos e dos russos contra os chechenos; os Acordos de paz de Oslo reduziram às críticas à solução de dois Estados por parte dos intelectuais de esquerda, mas o colapso do processo de paz estaria levando muitos esquerdistas a voltar a defender a solução de um só Estado, e dentre esses destacavam-se Tony Judt e Daniel Lazare;
5. a oposição à existência de Estados etnicamente exclusivos ganhou força com a reação aos conflitos sangrentos que eclodiram na época da Desintegração da Iugoslávia, com o aprofundamento da integração europeia e o repúdio à teoria do "Choque de Civilizações" e às violações dos Direitos Humanos por parte do Estado de Israel;
6. em novembro de 2003, foi realizada uma pesquisa de opinião na Europa, a qual revelou que 59% dos entrevistados considerava o Estado de Israel como a maior ameaça à estabilidade mundial (acima dos Estados Unidos, Iraque, Coreia do Norte e Irã), para muitos israelenses tal pesquisa revelaria um sentimento antissemita, mas outros (como Eliahu Salpeter[68] lembravam que o Estado de Israel, em sua fundação, pretendia ser uma "luz para as nações", o que exigiria uma maior aceitação moral por parte da opinião pública internacional ou (como Brian Lurie[69] advertiam que o Estado de Israel poderia perder seu prestígio no seio da opinião pública norte-americana;
7. outros que estariam passando a apoiar a solução de um único Estado, seriam aqueles que passaram a avaliar que a solução de dois Estados perdera a sua viabilidade, tais como Helena Cobban;
8. ainda que a solução de um único Estado contasse com grande rejeição entre os israelenses,[70] alguns israelenses, como Yossi Alpher,[71] que começavam a ter dúvidas sobre a viabilidade da solução de dois Estados e haveria sionistas, como Daniel Gavron[72] que avaliavam que a solução de dois Estados estaria inviabilizada, e, portanto sustentavam que os judeus deveriam passar a defender a solução de um Estado binaciona, antes que fossem minoria na população na região da Palestina;
9. na época do controle britânico sobre a Palestina, que era uma época na qual os judeus representavam menos de 20% (vinte por cento) da população da Palestina, o movimento Hashomer Hatzair e diversos líderes sionistas, tais como: Henrietta Szold, Martin Buber, Judah Leon Magnes Chaim Weizmann, Arlozoroff Chaim e David Ben Gurion; defenderam a instituição de um Único Estado Binacional na Palestina, com a ressalva de que deveria haver paridade na representação política das comunidade judaica e árabe-palestina, o que implicaria numa representação dos judeus nas instituições políticas Estados maior do que sua representatividade demografica;
10. setores da direita israelense e organizações de colonos israelenses na Cisjordânia[73] também seriam favoráveis a um Estado Único na Palestina, mas sob outra perspectiva, pois seriam favoráveis à anexação da Cisjordânia e da Faixa de Gaza ao Estado de Israel, que manteria seu caráter judaico, por meio de instituições formalmente discriminatórias ou de limpeza étnica;[74]
11. até a Declaração de Argel, em 1988, a Organização para a Libertação da Palestina (OLP) defendia a bandeira de uma "Palestina secular", sendo essa a posição tradicional daquela organização, mas após os Acordo de Oslo, de 1993, apenas alguns poucos intelectuais ligados à OLP continuaram a manifestar oposição à solução de dois Estados, como Edward Said;
12. Ali Jarbawi defendia que os árabes-palestinos deveriam dar ao Estado de Israel um ultimato para que, dentro do prazo de seis meses, fossem feitas as concessões necessárias à instituição de um Estado Palestino, sendo que após decorrido tal prazo sem tais concessões, os árabes-palestinos deveriam passar a reivindicar a anexação da Cisjordânia ao Estado de Israel;[75]
13. Marwan Barghouti, durante seu julgamento perante um tribunal israelense, advertiu que a ocupação israelense na Cisjordânia poderia conduzir a uma situação de um "Um Estado para dois povos";[76]
14. uma pesquisa de opinião, citada em um artigo da edição do New York Times de 14 de setembro de 2003, indicava que quase um terço dos árabes-palestinos seria favorável a um Estado Binacional na Palestina;[77]
15. em outubro de 2002, Salam Fayyad, que na época era o Ministro das Finanças da Autoridade Palestina, encaminhou um memorando à administração Bush, no qual advertiu que a expansão dos assentamentos israelenses na Cisjordânia estava a minando a solução de dois Estados (segundo relatou a edição do The Forward de 25 de outubro de 2002);
16. em dezembro de 2003, Ahmed Qorei, que na época era o primeiro-ministro da Autoridade Palestina equiparou as políticas de Ariel Sharon, que, segundo ele, pretendiam confinar os árabes-palestinos em cantões, com o Regime do Apartheid, e ameaçou passar a defender a solução de um único Estado  (segundo relatou a Agência Reuters em 08 de janeiro de 2004), tais declarações foram reforçadas por uma entrevista concedida por Yasser Arafat em 24 de janeiro de 2004 ao The Guardian;
17. Segundo Amira Hass, a expansão dos assentamentos israelenses nos territórios ocupados criou a "geografia de um Estado único";[78]
18. a organização Paz Agora também denunciava a expansão dos assentamentos israelenses na Cisjordânia como um fato que evidenciaria a falta de compromisso do Estado de Israel com a instituição de um Estado Palestino sustentável;
19. segundo Meron Benvenisti, a grilagem de terras nutriria um sentimento de que a conexão entre território e a identidade étnica, que seria viável até cerca de 20 anos atrás, não seria mais viável, e qualquer tentativa de implementar a solução de dois Estados, somente iria complicar ainda mais o problema em vez de resolvê-lo;[79]
20. havia sérias dúvidas de que os israelenses estariam dispostos ou seriam capazes de retirar da Cisjordânia grandes assentamentos como Ariel, Kiryat Arba ou Karnei Shomron",[80] como aliás indicava a votação no Comitê Central do Likud contra a criação de um Estado Palestino em maio de 2002;
21. os israelenses que defendiam a construção do Muro da Cisjordânia, sustentavam que tal construção levaria a uma solução de dois Estados de fato, e que tal construção implicaria na evacuação dos assentamentos israelenses situados a leste da Muralha; mas, os críticos, sustentavam que o Muro seria um instrumento da perspectiva segregacionista de Ariel Sharon que pretenderia reduzir o Estado Palestino a bantustões que corresponderiam a 42% (quarenta e dois por cento) da Cisjordânia, dentre esses críticos destacava-se Avraham Bendor, que afirmara que a janela de oportunidade para a solução de dois Estados estaria se fechando gradualmente, e os árabes-palestinos estaria sendo submetidos a uma situação semelhante àquela que existia no Regime do Apartheid na África do Sul;[81]
22. o Likud acreditaria que o Estado de Israel precisaria de "profundidade estratégica" para se defender, o que exigiria o estabelecimento de "zonas de segurança" nas regiões costeiras e nos arredores de Jerusalém e uma presença israelense ao longo do Rio Jordão, razão pela qual a solução de dois Estados traçada na Iniciativa de Genebra não seria aceitável para o Likud, que, segundo Uzi Benziman,[82] teria uma estratégia de extrema-direita, que envolveria transformar o Estado da Jordânia em uma federação jordaniano-palestino que teria o controle sobre as terras que o Estado de Israel destinaria aos árabes-palestinos, no entanto, essa perspectiva de solução, encontraria oposição por parte do Reino da Jordânia, que dificilmente iria abrir mão de sua identidade hachemita; da comunidade internacional, que tradicionalmente se opõe a qualquer solução que envolva um redesenho de fronteiras reconhecidas internacionalmente e dos árabes-palestinos que não aceitariam menos do que aquilo que foi oferecido nas Negociações de Taba, em janeiro de 2001;
23. segundo Saeb Erekat, Ariel Sharon somente permitiria um "Estado Palestino", se tal entidade fosse reduzida a "um gueto cercado por assentamentos israelenses, sem capacidade de se defender, privado de recursos hídricos e de terras aráveis, com uma presença insignificante em Jerusalém e com soberania apenas nominal", e tal perspectiva seria inaceitável para os árabes-palestinos;[83]
24. a recusa de Ariel Sharon de dar prosseguimento às negociações com os árabes-palestinos para a implementação da solução de dois Estados, estaria preocupando alguns defensores daquela Perspectiva de Solução, tais como Sari Nusseibeh, Ami Ayalon, David Kimche,[84] Ehud Barak e Moshe Yaalon;
25. Ehud Olmert,[85] sustentava que uma número cada vez maior de árabes-palestinos não tinha mais interesse na solução de dois Estados e queriam mudar o paradigma do conflito, de luta contra a ocupação, que se espelharia na luta dos argelinos contra os franceses; para uma luta em defesa da bandeira "um homem, um voto", que se espelharia na luta dos negros contra o Regime do Apartheid na África do Sul, o que daria maior aceitação no seio da comunidade internacional às reivindicações árabes-palestinas, e, que poderia resultar no fim do caráter judaico do Estado de Israel, e seria o risco de um Estado único compreendendo o território do Estado de Israel e a Cisjordânia, que teria maioria populacional árabe-palestina, que explicaria a decisão do Estado de Israel de impor seu próprio traçado de fronteiras, por meio da construção do Muro da Cisjordânia[86] e planos de retirada unilateral de toda a Faixa de Gaza e de 80% (oitenta por cento) da Cisjordânia para manter a democracia judaica;
26. direitistas, como Ariel Sharon, tentavam desacreditar a ameaça de um Estado único com maioria populacional árabe-palestina, com o argumento de que a imigração de judeus de outras partes do mundo iria evitar uma maioria populacional árabe-palestina, mas tal argumento não encontrava amparo na realidade que informava que cerca de 210.000 judeus deixaram o país desde de 2000;[87]
27. a possibilidade de uma maioria populacional árabe-palestina teria levado a direita israelense a mudar de posição e apoiar a construção do Muro da Cisjordânia, com alteração de sua rota para maximizar o território sob controle israelense; tal possibilidade também poderia aumentar o apoio à limpeza étnica ou a discriminação institucionalizada contra os árabes-palestinos, conforme se poderia perceber a partir de declarações de David Landau (que na época era editor-chefe do jornal Haaretz),[88] Uri Avnery[89] e Israel Harel;[90]
28. Os principais líderes do Partido Trabalhista de Israel e até mesmo esquerditas como Dani Mor apoiam a remoção dos habitantes de Umm al-Fahm, uma cidade com população árabe-palestina situada no território do Estado de Israel, para o território do futuro Estado Palestino[91] para garantir que a maioria populacional judaica no Estado de Israel, e por entenderem que a concessão de direitos iguais para os árabes-palestinos somente seria assegurada quando não houvesse ameaças ao caráter judaico do Estado de Israel;[92] em oposição a tais ideias mereceria destaque Amnon Raz-Krakotzkin;[93] pesquisas de opinião, realizadas em 2003, entre judeus israelenses indicavam que 57% (cinquenta e sete por cento) apoiavam incentivos materiais para induzir a migração de árabes-palestinos, 46% (quarenta e seis por cento) apoiavam a migração forçada dos árabes-palestinos que residiam na Cisjordânia e 33% (trinta e três por cento) apoiavam a migração dos árabes-palestinos que tinham cidadania israelense;[94]
29. o fracasso da Autoridade Palestina para desenvolver instituições governamentais credíveis e transparentes, entre 1994 e 2000, contribuiu para a sensação de que o objetivo de instituir um Estado Palestino viável seria um objetivo inatingível;[95]
30. o descrédito da solução de dois Estados também estaria associado com o descrédito da classe dirigente árabe-palestina, vista por muitos árabes-palestinos como corrupta e inepta, em um contexto no qual tal elite política era dependente de grandes somas de dinheiro de ajuda da comunidade internacional, enviadas para viabilizar os Acordos de Oslo;
31. Qaddura Faris cogitava formar um partido político para defender a solução de um único Estado;[96]
32. a redução do apoio para a solução de dois Estados entre árabes-palestinos secularistas poderia induzir o Estado de Israel a olhar para o Hamas como seu parceiro preferencial;
33. as manifestações cada vez mais frequentes de líderes israelenses de preocupação com perspectiva de uma maioria populacional árabe-palestina nos territórios controlados pelo Estado de Israel poderia atrair mais árabes-palestinos para a luta por direitos políticos dentro do próprio Estado de Israel;
34. em 1998, Azmi Bishara disse que quando ficasse evidente a inviabilidade da instituição de um Estado Palestino em toda a extensão da Cisjordânia e da Faixa de Gaza, sem os assentamentos israelenses, então seria o tempo no qual os árabes-palestinos deveriam reexaminar sua estratégia e passar a discutir a instituição de um Estado binacional;[97]
35. há quase duas décadas, Meron Benvenisti estava alertando que, em algum momento, a expansão dos assentamentos israelenses na Cisjordânia iria inviabilizar a solução de dois Estados;
36. Ian Lustick utilizava os paradigmas da retirada da população francesa da Argélia e da retirada da população britânica da Irlanda para sustentar a viabilidade da retirada dos assentamentos israelenses na Cisjordânia,[98] mas aparentemente desprezava o fato de que não há um forte elemento de fronteira natural entre os territórios do Estado de Israel e da Cisjordânia, e haveria uma forte ligação histórica dos judeus com o território da Cisjordânia e os "fatos no terreno";
37. a viabilidade da solução de dois Estados estaria sendo constantemente corroída, principalmente por ações unilaterais do Estado de Israel, e não haveria nenhum líder israelense, árabe-palestino ou da comunidade internacional capaz de alterar essa tendência, além disso, tal Perspectiva de Solução não teria raízes históricas profundas, pois somente passou a ser aceita pela liderança árabe-palestina, a partir da Declaração de Argel em 1988 e somente passou a ser aceita no âmbito da comunidade internacional na última década do Século XX;
38. a solução do Conflito Israelo-Palestino somente poderia ocorrer pela via da instituição de Um Único Estado Binacional na Palestina, pois a solução de dois Estados seria inviável.

### Conferência deLausanne
Entre 23 e 25 de junho de 2004, foi realizada, na Universidade de Lausanne (Suíça), uma conferência internacional que reuniu defensores da instituição de "Um Estado Democrático na Palestina" no qual árabes-palestinos e judeus teriam direitos iguais, sendo que alguns pontos que foram objeto de debate, merecem destaque, tais como:
1. o caráter secularista do Estado não implicaria em um Estado antirreligioso, mas em um Estado que propiciasse uma convivência pacífica da pluralidade de grupos religiosos, no qual houvesse a separação entre as particularidades dos vários grupos religiosos e as leis do Estado;
2. a necessidade de conciliar a democracia com a necessidade de preservar os interesses das minorias;
3. o direito de reparação dos cidadãos árabes-palestinos;

Nessa conferência foi eleita uma comissão que em 26 de junho de 2004, apresentou a "Declaração da Iniciativa para um Estado Democrático na Palestina/Israel", que, em suma:
- identificou a Partilha da Palestina, em 1948, como a raiz do Conflito Israelo-Palestino;
- defendeu a instituição de um Estado democrático na Palestina/Israel, que tivesse como premissas:

1. a igualdade de direitos, ("uma pessoa um voto") de acordo com a Declaração Universal dos Direitos Humanos e as normas do direito internacional, que incluísse também o direito de comprar, arrendar e alugar terras e residências em todo o território da "Palestina/Israel", para todos os atuais habitantes e também para os refugiados árabes-palestinos;
2. o direito de retorno e à compensação para os refugiados árabes-palestinos;

- por outro lado, reconhecia as dificuldades de implementação da solução de um único Estado, disse que os objetivos imediatos da Iniciativa seriam:

1. apoiar todos os esforços para acabar com a ocupação israelense de terras árabes-palestinas;
2. promover a solução de um único Estado nas comunidades israelenses e árabes-palestinas.

- esperava obter apoio junto à Comunidade Internacional para Iniciativa, com base na crença de que a Instituição de um Estado Democrático na região seria o melhor meio para promover os interesses dos habitantes da região.

Todd May
Em 09 de setembro de 2004, Todd May defendeu a instituição de um único Estado "verdadeiramente democrático" na Palestina por meio de um artigo no qual argumentou que:
1. a ideia da instituição de um único Estado democrático na Palestina como solução para para o Conflito Israelo-Palestino, que era considerada morta, foi recentemente retomada;[101]
2. no passado foi um defensor da solução de dois Estados mas estava revendo esse ponto de vista, pois tal solução seria imoral e não realista, razão pela qual a única abordagem politicamente e eticamente viável para o Conflito Israelo-Palestino seria apoiar a instituição de um único Estado democrático e secular na Palestina que oferecesse igualdade de direitos para todos os seus cidadãos;
3. a alegação de que o Estado de Israel concederia direitos iguais aos cidadãos árabes israelenses, seria enganosa, pois apesar de conseguirem eleger representantes para o parlamento israelense, seus representantes seriam marginalizados do processo político amplamente dominado por políticos que representam os interesses da comunidade judaica, os bairros e cidades onde vivem teriam menos recursos públicos, seriam despojados de suas terras e não teriam acesso igual à educação, entre outros tratamentos discriminatórios;
4. o apoio ao "Direito de Existir" do Estado de Israel favorece a comunidade judaica em detrimento dos não judeus que vivem ou viviam na Palestina e dar um tratamento privilegiado a determinada comunidade religiosa em determinado território é uma forma de implicitamente atribuir um maior valor moral aos integrantes dessa comunidade, e isso daria suporte a tratamentos abusivos contra cidadãos que não sejam integrantes da comunidade privilegiada;
5. na solução de dois Estados esse problema seria duplicado, pois haveria um Estado no qual os judeus seriam privilegiados e outro no qual os árabes-palestinos seriam privilegiados, razão pela qual deve-se apoiar a solução de um único Estado, no qual não haveria privilégios com base na religião dos cidadãos e no qual o principal atributo de seus cidadãos seria a própria cidadania;
6. embora o Holocausto justificasse uma proteção especial aos judeus em decorrência de sucessivas perseguições de que eles foram vítimas na Europa, isso não justificaria a instituição de um Estado que concedesse aos judeus um tratamento privilegiado em detrimento de outras pessoas, pois seria uma concepção anacrônica, típica do nacionalismo do Século XIX e estranha aos valores em voga no Século XXI, principalmente quando se pode observar que essa concepção teria resultados em tantos problemas;
7. no período do Acordos de Oslo teriam ocorrido diversos atos de cooperação entre entre israelenses e árabes-palestinos, o que demonstraria que a rivalidade entre esses dois povos poderia ser superada;
8. embora a solução de um único Estado pareça inviável, pois implicaria no fim do caráter judaico do Estado de Israel e do sionismo como uma ideia, deve-se observar que:

8.1 a alternativa a essa Solução, que seria a solução de dois Estados foi inviabilizada, pois o Estado de Israel não ofereceu as condições necessárias para a instituição de um Estado Palestino viável;
8.2 o sionismo deve ser atacado pois é uma ideologia que dá suporte ao tratamento discriminatório contra os árabes-palestinos;
9. a solução para o antissemitismo não deve ocorrer por meio da preservação de um Estado de caráter judaico em determinado território, mas pela concessão de direitos iguais aos judeus que vivam em qualquer parte do mundo;
10. a luta por um Estado Único seria longa, mas não deve ser desprezada, pois a luta pela implementação da solução de dois Estados também exigiu muito tempo e ainda não teria resultados promissores.
Michael Tarazi
- Em 05 de outubro de 2004,[103] teve um artigo publicado no qual argumentava:

1. a estratégia do Estado de Israel (na época governado por Ariel Sharon) seria o domínio do território da Cisjordânia sem se importar com os árabes-palestinos que vivem naquele território, razão pela qual muitos árabes-palestinos estariam convencidos de que as concessões israelenses para possibilitar a construção de um Estado Palestino não seriam motivadas pela esperança de reconciliação, mas teriam como objetivo tomar o máximo das terras e recursos para segregar os não-judeus;
2. tal conclusão seria possível, quando se consta que a solução de dois Estados que estaria sendo implementada pelo Estado de Israel, incluiria a permanência de mais de 400 mil colonos israelenses na Cisjordânia, instalados em mais de 150 colônias, muitas das quais localizadas em cima de fontes de água; e a construção de um "muro de proteção", localizado, não no território do Estado de Israel, mas dentro de um território cuja ocupação decorre da vitória militar israelense na Guerra dos Seis Dias, e cujo percurso separaria a população árabe-palestina de terras aráveis e fontes de água localizadas na Cisjordânia, o que inviabilizaria economicamente o futuro Estado Palestino, que também não teria direito à auto-defesa;
3. nesse contexto, cerca de um quarto dos árabes-palestinos já se declarariam favoráveis à solução de um só Estado,[104] o que implicaria no início de uma luta pela igualdade de cidadania dentro do próprio Estado de Israel, que passaria a ser Um Estado no qual os cidadãos de todos os credos e etnias poderiam viver juntos como iguais;
4. a solução de um só Estado não seria uma ideia fora da realidade, tendo em vista que, na prática, o território do Estado de Israel e os territórios palestinos ocupados já funcionariam como um Único Estado, pois compartilhariam as mesmas fontes de água, a mesma malha rodoviária, a mesma rede de elétrica e as mesmas fronteiras internacionais,[105] mas que nesse "Estado Único de Fato" seriam negados direitos civis e políticos a cerca de 3,5 milhões de árabes-palestinos cristãos e muçulmanos, tal situação discriminatória seria similar ao Regime do Apartheid que existia na África do Sul;
5. é compreensível que a maioria dos judeus israelenses resistam à concessão de igualdade de direitos aos árabes-palestinos, por temer que uma possível maioria palestina irá resultar numa situação na qual os judeus seriam tratados do mesmo modo como os judeus têm tratado os árabes-palestinos e também por temer a destruição do caráter judaico do Estado de Israel, no entanto, ainda que solução de um Estado binacional acabasse com uma situação na qual os integrantes da comunidade judaica tem mais direitos do que os integrantes da comunidade árabe-palestina, tal Solução preservaria os locais de culto judaico e não negaria a ligação histórica e religiosa da comunidade judaica com a Palestina, do mesmo modo como preservaria os locais de culto cristãos e islâmicos) e não negaria a ligação histórica da comunidade árabe-palestina e a ligação religiosa dos cristãos e muçulmanos com a Palestina;
6. tal Solução teria afinidade com aqueles que crêem na igualdade entre os seres humanos de diferentes crenças como um valor fundamental e teria como premissa a ideia de que nenhuma das três comunidades (cristã, judaica ou muçulmana) teria direitos exclusivos sobre os locais de culto da Palestina;
7. a luta para que os árabes-palestinos, residentes na Cisjordânia, possam ter os mesmos direitos civis e políticos que têm os judeus residentes naquele território não seria fácil, pois aqueles que detêm o poder nunca o compartilhariam voluntariamente, mas a experiência histórica da luta contra o Regime do Apartheid na África do Sul seria uma evidência de que tal luta poderia ser ganha e para obter êxito os árabes-palestinos deveriam buscar apoio para essa causa a nível internacional;
8. a grande questão é saber quanto tempo tal luta exigiria e quanto sofrimento teria de ser suportado por judeus e árabes-palestinos até que os judeus israelenses deixem de ver a população árabe-palestina não como uma ameaça demográficas,[6] mas como co-cidadãos.

- Em 20 de outubro de 2004,[106] teve um segundo artigo publicado no qual argumentava que:

1. ações unilaterais realizadas pelo Estado de Israel provavelmente já teriam inviabilizado a solução de dois Estados,[107] que seria a solução defendida por Yasser Arafat, líder da Organização para a Libertação da Palestina (OLP), em 2002, e por maioria dos árabes-palestinos;[108]
2. alguns árabes-palestinos e israelenses são ideologicamente comprometidos com a solução de um só Estado, pois acreditam nos valores democráticos ocidentais, que incluem a premissa da igualdade de todos os seres humanos e rejeitam a dominação de um grupo religioso ou étnico sobre os outros cidadãos;[109]
3. a existência de mais de 400.000 israelenses instalados em mais de 150 colônias, muitas das quais localizadas em cima de fontes de água, considerada em conjunto com a construção do Muro da Cisjordânia inviabilizariam a instituição de um Estado Palestino na Cisjordânia, pois nesse contexto o Estado de Israel somente destinaria aos árabes-palestinos terras sem água e solo arável, além de negar ao Estado Palestino o direito de auto-defesa,[110] razão pela qual os arábes-palestinos não teriam o direito, mas a obrigação de reavaliar suas opções.

George Bisharat
Em setembro de 2010, George Bisharat, professor da Universidade da Califórnia, lembrou a superação do Apartheid na África do Sul, para defender a solução do Conflito Israelo-Palestino, por meio do desmantelamento do regime discriminatório que permitisse a promoção da democracia com base na igualdade de direitos, sendo que nessa defesa:
- afirma que existem mais 35 leis que teriam caráter discriminatório no Estado de Israel e que líderes israelenses como Ehud Olmert e Ehud Barak e ex-vencedores do Prêmio Nobel da Paz como Jimmy Carter e Desmond Tutu apontam semelhanças entre a discriminação sofrida pelos palestinos e o Regime do Apartheid, que foi desmantelado por Nelson Mandela na África do Sul;
- sustenta que a construção de um Estado que garantisse a igualdade de direitos na Palestina exigiria um cuidadoso período plurianual de transição que teria como meta a reconciliação, tal processo deveria levar à instituição de um governo secular bilíngue, eleito com base em um sistema eleitoral baseado no princípio de "uma pessoa, um voto", que incluísse garantias constitucionais da igualdade e da proteção das minorias, tais como:

1. o direito a imigração sem critérios discriminatórios;
2. permissão para o casamento civil entre membros de diferentes grupos étnicos ou religiosos;
3. liberdade para cidadãos de todos os grupos para residir em qualquer parte do país;
4. símbolos públicos, sistema educacional e feriados compatíveis com a diversidade da população.

- reconhece que a solução proposta é não é levada em consideração por muitos que a julgam como utópica, mas argumenta que tal solução apresenta vantagens sobre a solução de dois Estados, pois:

1. não requer a delimitação de fronteiras;
2. Jerusalém continuaria indivisível;
3. os judeus poderiam permanecer na Cisjordânia;
4. seria viável permitir o retorno dos refugiados palestinos.

- acrescenta que sob a perspectiva do direito internacional seria mais moralmente positivo a criação de um Estado com base nos princípios de igualdade, da inclusão e da não discriminação religiosa, do que a criação de dois Estados vizinhos e rivais com características sectárias e que os judeus desse novo estado desfrutariam de maior aceitação internacional e teriam os benefícios associados ao comércio e a possibilidade de viagens no Mundo Árabe;
- elenca lideranças israelenses que começam a aprovar parcialmente a ideia, destacando Moshe Arens, ex-ministro da Defesa do Estado de Israel, que recentemente teria proposto, que o Estado de Israel deveria anexar a Cisjordânia e oferecer a cidadania israelense para os residentes, tese que também seria apoiada por outras lideranças israelenses, tais como Reuven Rivlin e Tzipi Hotovely.

Outros
- em julho de 2004,[47] Amos Elon ainda se declarava partidário da solução de dois Estados, ainda que temesse que Ariel Sharon tivesse esgotado a viabilidade de Tal Solução, e observava que seria natural que a parte mais fraca defendesse a solução de um só Estado, e nesse contexto, lembrava que: Theodor Herzl e outros dos primeiros sionistas modernos defendiam a instituição de um Estado binacional na Palestina, numa época em que os judeus ainda eram muito minoritários na região; e que, antes dos Acordos de Oslo, a Organização para a Libertação da Palestina (OLP) defendia a instituição de um Estado Democrático Secular na Palestina;[112]
- em agosto de 2004, foi publicado um artigo[113] que relatou que Saeb Erekat, diante da falta de ação da comunidade internacional para impedir o Estado de Israel de instalar novos colonos na Cisjordânia, fenômeno que estaria inviabilizando a solução de dois Estados, afirmou que: "Talvez em breve não haverá nada para falar, exceto a solução de um só Estado, referindo-se à proposta de criação de um Estado unificado democrático no território compreendido entre o Rio Jordão e o Mar Mediterrâneo, no qual judeus e árabes-palestinos viveriam como cidadãos iguais.
- em agosto de 2004, foi publicado um artigo[114] que afirmou que Yacov Ben Efrat declarou que o fracasso dos Acordos de Oslo[115] colocou em pauta um situação histórica favorável à solução de um só Estado[116] que implicaria no fim do caráter judaico do Estado de Israel;[117]
- em agosto de 2004, foi publicado um artigo[118] que relatou que Fadi Kiblawi sugeriu[119] a instituição de uma federação binacional na Palestina que fosse baseada em uma Constituição[120] que garantisse o pleno direito de retorno para os refugiados e a plena cidadania tanto para os judeus quanto para os árabes-palestinos, na qual haveria: duas camadas de poder: uma comunitária, que deveria ser enfraquecidas gradualmente e cuidariam de aspectos como: educação e saúde, composta por duas estruturas de poder separadas: uma árabe-palestina e a outra judaica; e a central, que seria fortalecida gradualmente, que contaria com uma legislatura unicameral, que teria metade dos eleitos provenientes de cada comunidade;
- em 18 de agosto de 2004, foi publicado um artigo,[121] no qual Adnan Abu Odeh sustentou que, diante de um conjuntura na qual a solução de dois Estados estaria inviabilizada, os árabes-palestinos deveriam passar a defender a solução de um só Estado;
- em outubro de 2004, Kamal Kharazi, Ministro das Relações Exteriores do Irã, declarou que o Irã era favorável à solução de um só Estado;[122]
- em 23 de dezembro de 2011, foi publicado um artigo,[9] no qual, Avrum Burg sustentou que, em um futuro próximo, o debate sobre a implementação da solução de dois Estados seria substituído por um debate sobre a forma que iria ter o único Estado que existiria entre o Rio Jordão e o Mar Mediterrâneo, nesse Estado, todas os habitantes deveriam ter igualdade de direitos e liberdade, ou seja, não seria um Estado Judeu nem um Estado Árabe mas um Estado comum para judeus e árabes-palestinos. Por outro lado, admite que seria provável que nesse Estado houvesse alguma discriminação de acordo com a nacionalidade, com a raça ou com a religião de cidadão, o que não seria manifestamente democrático.
- O chefe da Autoridade Palestina de 2004, Ahmed Qorei, afirmou que também era a favor de uma solução binacional.[123]